# Iodopepla
Iodopepla is een geslacht van vlinders van de familie uilen (Noctuidae), uit de onderfamilie Hadeninae.

## Soorten
- I. alayoi Todd, 1964
- I. ualbum Guenée, 1852